# Onchidiopsis glacialis
Onchidiopsis glacialis is een slakkensoort uit de familie van de Velutinidae. De wetenschappelijke naam van de soort is voor het eerst geldig gepubliceerd in 1851 door M. Sars.